# Barely Legal
Barely Legal är ett musikalbum av The Hives, släppt den 22 september 1997. Låten "A.K.A. I-D-I-O-T" gavs 1998 ut på en EP med samma namn.

## Låtlista
1. "Well, Well, Well" - 1:02
2. "A.K.A. I-D-I-O-T" - 2:12
3. "Here We Go Again" - 2:12
4. "I'm a Wicked One" - 1:45
5. "Automatic Schmuck" - 2:17
6. "King of Asskissing" - 1:46
7. "Hail Hail Spit N'Drool" - 1:27
8. "Black Jack" - 2:45
9. "What's That Spell?... Go to Hell!" - 1:41
10. "Theme From..." - 2:49
11. "Uptempo Venomous Poison" - 1:13
12. "Oh Lord! When? How?" - 1:42
13. "The Stomp" - 1:54
14. "Closed for the Season" - 2:34